# Evan Fournier
Evan Mehdi Fournier (Saint-Maurice, Valle del Marne, 29 de octubre de 1992) es un jugador de baloncesto francés que pertenece a la plantilla del Olympiakos B. C. de la A1 Ethniki griega. Con 1,98 metros de estatura, juega en la posición de escolta.

## Trayectoria deportiva

### Profesional

#### Francia
Comenzó su carrera deportiva en el equipo del Nanterre de la Pro B francesa, de donde pasó al Union Poitiers Basket 86, donde jugó dos temporadas, en las que promedió 10,3 puntos y 2,6 rebotes por partido, siendo elegido en ambas mejor estrella emergente y jugador con mejor progresión.

#### NBA
Fue elegido en la vigésima posición del Draft de la NBA de 2012 por Denver Nuggets, con los que debutó el 31 de octubre, disputando diez minutos ante Philadelphia 76ers, logrando cinco puntos. Su mejor partido como profesional lo juega en la madrugada del sábado 30 de marzo al lograr contra los Brooklyn Nets 19 puntos, 2 rebotes y 2 asistencias.
El 26 de junio de 2014, Fournier fue traspasado junto a los derechos del draft de Roy Devyn Marble, a los Orlando Magic a cambio de Arron Afflalo.
El 1 de diciembre de 2019 iguala su mejor registro de anotación con 32 puntos en la victoria ante Golden State.
Durante su séptima temporada en Orlando, el 25 de marzo de 2021, es traspasado a Boston Celtics a cambio de Jeff Teague y futuras rondas de draft.
El 2 de agosto de 2021 firma con New York Knicks por $76 millones y 4 años. El 23 de marzo, en la victoria por 121-106 sobre los Charlotte Hornets, batió la marca de los Knicks de más triples anotados en una temporada, superando el récord de John Starks establecido en 1995 (217).
Durante su tercera temporada en Nueva York, el 8 de febrero de 2024, es traspasado junto a Malachi Flynn, Quentin Grimes y Ryan Arcidiacono a Detroit Pistons, a cambio de Alec Burks y Bojan Bogdanović.

#### Grecia
En septiembre de 2024 firma por tres temporadas con el Olympiakos B. C. de la A1 Ethniki griega.

### Selección nacional

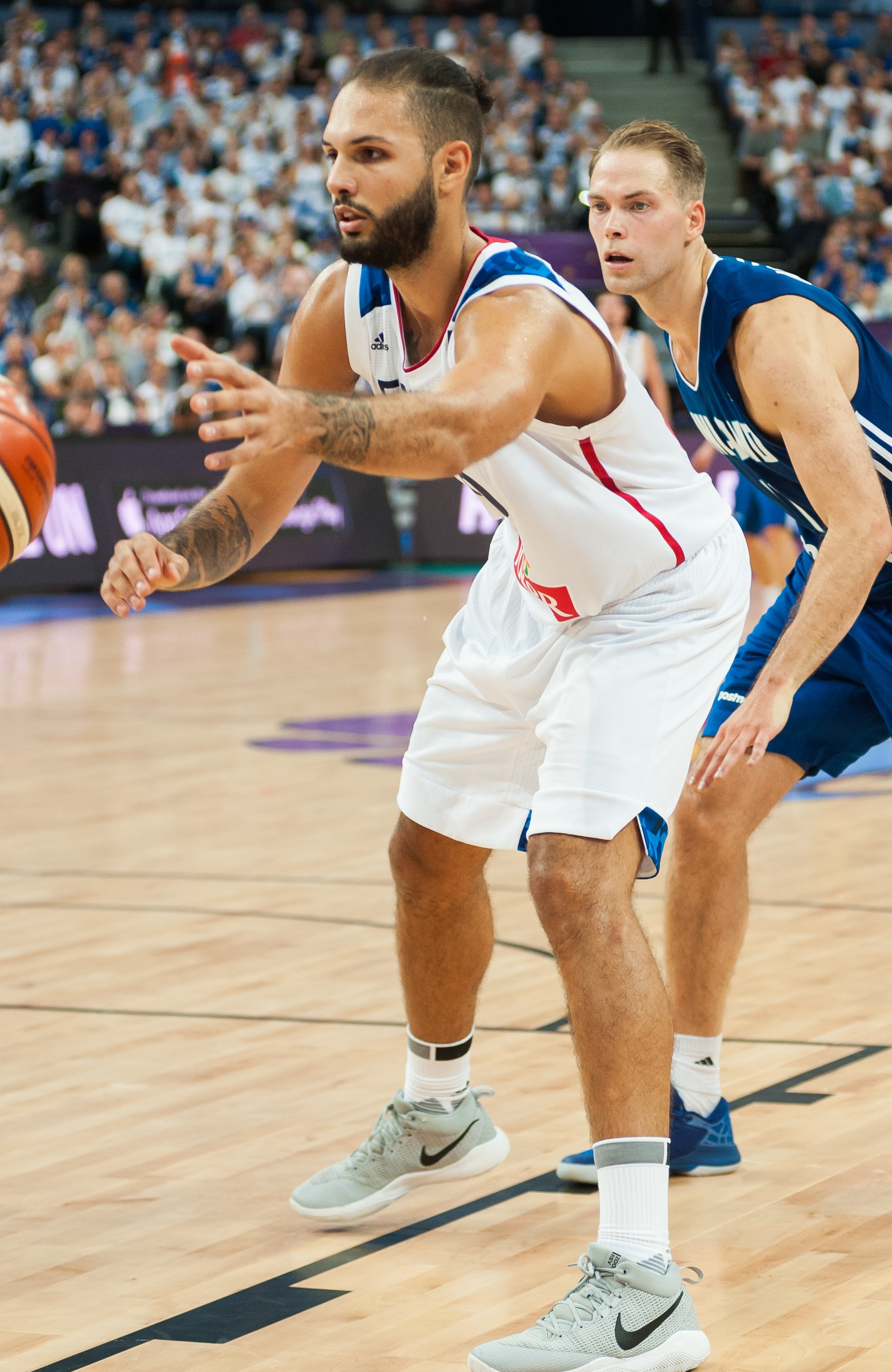
Fournier con la selección francesa en 2017.

En 2009 consiguió la medalla de plata con la selección francesa en el Europeo Sub-19 celebrado en su país, en Metz, y dos años más tarde el bronce en el Campeonato Europeo Sub-20 celebrado en Bilbao.
En septiembre de 2014, fue miembro de la selección francesa que obtuvo el bronce en la Copa Mundial de Baloncesto celebrada en España.
Ganó el bronce en el Eurobasket 2015. Tras perder con la selección española en semifinales, a la postre campeona, derrotaron a Serbia en el partido por el tercer y cuarto puesto.
En septiembre de 2019, fue miembro de la selección francesa que obtuvo el bronce en la Copa Mundial de Baloncesto celebrada en China.
En verano de 2021, fue parte de la selección absoluta francesa que participó en los Juegos Olímpicos de Tokio 2020, que ganó la medalla de plata.
En septiembre de 2022 disputó con el combinado absoluto francés el EuroBasket 2022, donde ganaron la plata, al perder la final ante España.
Durante agosto y septiembre de 2023 fue integrante de la selección de Francia que participó en el Mundial de 2023 celebrado en Asia, y que finalizó en decimoctavo lugar.
Entre julio y agosto de 2024 fue parte de la selección absoluta de Francia, que disputó los Juegos Olímpicos de París, y que ganó la plata, tras perder la final ante Estados Unidos.

## Estadísticas de su carrera en la NBA

### Temporada regular
| Año     | Equipo   | PJ  | PT  | MPP  | %TC  | %3P  | %TL   | RPP | APP | ROB | TPP | PPP  |
| ------- | -------- | --- | --- | ---- | ---- | ---- | ----- | --- | --- | --- | --- | ---- |
| 2012-13 | Denver   | 38  | 4   | 11.3 | .493 | .407 | .769  | .9  | 1.2 | .5  | .0  | 5.3  |
| 2013-14 | Denver   | 76  | 4   | 19.8 | .419 | .376 | .756  | 2.7 | 1.5 | .4  | .1  | 8.4  |
| 2014-15 | Orlando  | 58  | 32  | 28.6 | .440 | .378 | .728  | 2.6 | 2.1 | .7  | .0  | 12.0 |
| 2015-16 | Orlando  | 79  | 71  | 32.5 | .462 | .400 | .836  | 2.8 | 2.7 | 1.2 | .0  | 15.4 |
| 2016-17 | Orlando  | 68  | 66  | 32.9 | .439 | .356 | .805  | 3.1 | 3.0 | 1.0 | .1  | 17.2 |
| 2017-18 | Orlando  | 57  | 57  | 32.2 | .459 | .379 | .867  | 3.2 | 2.9 | .8  | .3  | 17.8 |
| 2018-19 | Orlando  | 81  | 81  | 31.5 | .438 | .340 | .806  | 3.2 | 3.6 | .9  | .1  | 15.1 |
| 2019-20 | Orlando  | 66  | 66  | 31.5 | .467 | .399 | .818  | 2.6 | 3.2 | 1.1 | .2  | 18.5 |
| 2020-21 | Orlando  | 26  | 26  | 30.3 | .461 | .388 | .797  | 2.9 | 3.7 | 1.0 | .3  | 19.7 |
| 2020-21 | Boston   | 16  | 10  | 29.5 | .448 | .463 | .714  | 3.3 | 3.1 | 1.3 | .6  | 13.0 |
| 2021-22 | New York | 80  | 80  | 29.5 | .417 | .389 | .708  | 2.6 | 2.1 | 1.0 | .3  | 14.1 |
| 2022-23 | New York | 27  | 7   | 17.0 | .337 | .307 | .857  | 1.8 | 1.3 | .6  | .1  | 6.1  |
| 2023-24 | New York | 3   | 0   | 13.0 | .200 | .133 | 1.000 | 1.3 | 1.0 | 1.3 | .0  | 4.0  |
| 2023-24 | Detroit  | 29  | 0   | 18.7 | .373 | .270 | .794  | 1.9 | 1.6 | .9  | .2  | 7.2  |
| Total   | Total    | 704 | 504 | 27.7 | .441 | .374 | .799  | 2.7 | 2.5 | .9  | .2  | 13.6 |

### Playoffs
| Año   | Equipo  | PJ | PT | MPP  | %TC  | %3P  | %TL  | RPP | APP | ROB | TPP | PPP  |
| ----- | ------- | -- | -- | ---- | ---- | ---- | ---- | --- | --- | --- | --- | ---- |
| 2013  | Denver  | 4  | 4  | 13.3 | .353 | .000 | .875 | .0  | 1.0 | .5  | .0  | 4.8  |
| 2019  | Orlando | 5  | 5  | 35.0 | .348 | .235 | .750 | 3.2 | 2.0 | 1.4 | .0  | 12.4 |
| 2020  | Orlando | 5  | 5  | 34.2 | .351 | .343 | .706 | 4.0 | 2.6 | 1.2 | .6  | 12.8 |
| 2021  | Boston  | 5  | 5  | 33.4 | .429 | .433 | .833 | 3.6 | 1.4 | 1.2 | .0  | 15.4 |
| Total | Total   | 19 | 19 | 29.8 | .374 | .308 | .778 | 2.8 | 1.8 | 1.1 | .2  | 11.7 |